# Righeira
Righeira va ser un duo d'italo disco format a Torí el 1983 per Johnson Righeira (veu principal i teclats) i Michael Righeira (veu, teclats i harmònica), pseudònims de Stefano Righi i Stefano Rota respectivament. L'estil musical de Righeira va evolucionar al llarg de la seva carrera incorporant elements de synthpop i new wave a les seves cançons de manera innovadora i explorant gèneres musicals com la música electrònica i el pop.

## Història
El duet es va formar després de conèixer-se a l'institut d'educació secundària Albert Einstein com a companys d'estudi. Durant els primers mesos de la seva carrera va signar amb diversos segells discogràfics i va publicar el seu àlbum de debut, Righeira (1983) i els senzills «Vamos a la playa» i «No tengo dinero». Va obtenir un altre èxit a mitjans dels anys 1980 amb el senzill «L'estate sta finendo» i va guanyar el concurs de música Festivalbar el 1985. El segon àlbum del duet, Bambini Forever (1986), va incloure cançons com «Italians a Go-Go», «Oasi in città» i «Innamoratissimo», amb les quals va actuar al Festival de la cançó de Sanremo l'any 1986.
Poc després de la publicació del seu tercer àlbum d'estudi, Uno, Zero, Centomila (1992), el duet es va dissoldre i van treballar per separat durant set anys. Ambdós cantants van produir música i van seguir una nova direcció musical influenciats per l'eurodance, el rock, el reggae i l'italo house. L'any 1999 es van reunir adoptant una imatge més irònica i electrònica. El duet va publicar versions d'algunes de les seves cançons d'èxit, inclosa «Vamos a la playa» el 2001. Experimentant amb la seva nova imatge, va publicar el seu quart àlbum, Mondovisione (2007). Després d'actuar junts durant més de 25 anys, el duet es va separar per segona vegada el 2016. Righeira va publicar quatre àlbums d'estudi juntament amb diversos senzills al llarg de la seva carrera, venent milions de discos a tot el món. És considerada la formació més representativa de l'italo disco, juntament amb els seus productors La Bionda.

## Discografia
- Righeira (1983)
- Bambini Forever (1986)
- Uno, Zero, Centomila (1992)
- Mondovisione (2007)